# طارق السحيمات
طارق صلاح الدين السحيمات (23 أيلول 1936 - 21 يوليو 2014)، طبيب أردني، عسكري متقاعد، وشخصية عامة. من مواليد مدينة الكرك التاريخية في جنوب الأردن. هو نجل النائب صلاح الدين السحيمات، وحفيد الشيخ عطالله السحيمات الزعيم الوطني وأحد رجالات مدينة الكرك الذي كان عضو في أول مجلس تشريعي في إمارة شرق الأردن عام 1929. الدكتور طارق درس في مدارس عمان ثم درس الطب في عدد من جامعات ومعاهد ومستشفيات المملكة المتحدة والولايات المتحدة الأمريكية. التحق بالقوات المسلحة الأردنية حتى وصل إلى رتبة لواء طبيب، كما تقلد عدد من المسؤليات الوطنية على الصعيد الطبي والحكومي.

## المؤهلات العلمية
- تلقى تعليمه الابتدائي والثانوي في مدارس العاصمة الأردنية عمان.
- تلقى تعليمه الجامعي في بريطانيا حيث حصل على شهادة البكالوريوس في الطب والجراحة - من جامعة لندن 1962.
- حصل على الاختصاص في الطب الباطني - الكلية الملكية البريطانية في لندن.
- حصل عل اختصاص طب أمراض وزراعة الكلى - مركز طب وجراحة الكلى في لندن.
- حصل عل اختصاص متقدم في طب أمراض وزراعة الكلى - من فيلادلفيا، الولايات المتحدة الأمريكية.

## الجمعيات الطبية
- عضو نقابة الأطباء الأردنية.
- عضو ورئيس سابق لجمعية أطباء الكلى الأردنية.
- عضو ورئيس الجمعية العربية لأمراض الكلى.[2]
- عضو الجمعية الدولية لأمراض الكلى.
- عضو جمعية الأطباء البريطانية.
- عضو جمعية الأطباء الداخلية الأردنية.
- رئيس لجنة أمراض الكلى - المجلس الطبي الأردني.

## الجمعيات الوطنية
- عضو جمعية الشؤون الدولية.
- عضو جمعية أصدقاء المريض الفقير.
- عضو ورئيس سابق في جمعية الصداقة الأردنية - البريطانية.

## الخبرات العملية
التحق في القوات المسلحة الأردنية - الخدمات الطبية الملكية وتقلد عدة مناصب يذكر منها:
- مديراً لأقسام الباطنية والكلى في مدينة الحسين الطبية. أول مدينة طبية عربية.
- نائباً لمدير الخدمات الطبية الملكية الأردنية.
- رئيس أطباء مدينة الحسين الطبية.
- رئيس دائرة الأمراض الباطنية في مدينة الحسين الطبية.
- رئيس قسم أمراض الكلى في مدينة الحسين الطبية.
- تأسيس وحدة للكلى في مستشفى حمد العام في دولة قطر.
- مديراً لمستشفى حمد العام في دولة قطر.
- مديراً للخدمات الطبية الملكية حتى التقاعد.
- وزيراً للبريد والاتصالات في حكومة الدكتور عبد السلام المجالي عام 1993 م.
- وزيراً للصحة في حكومة المهندس علي أبو الراغب عام 2000 م.[3]
- عضو في مجلس الأعيان الأردني. ,[4]</ref>
- رئيس مجلس إدارة شركة البريد والاتصالات الأردنية.
- رئيس هيئة التنسيق لمبادرة «أطباء أردنيين من أجل الطب في فلسطين».
- ساهم خلال خدمته كوزير للبريد والاتصالات بوضع الأساسات لتجهيز و تفعيل الخدمة اللاسلكية الخلوية والإنترنت في الأردن.
- شارك في إجراء أول عملية زراعة كلية في الأردن ضمن فريق طبي في المستشفى العسكري الرئيسي، والتي تعتبر الأولى من نوعها في الأردن بنجاح.
- في سبتمبر 2000 ، ترأس الدكتور السحيمات وفداً أردنياً، من أكثر من 80 شخصية رسمية وشعبية وتوجه إلى بغداد في خطوة اعتبرت أول بادرة عربية تمهد لكسر الحصار على العراق، حيث حملت الطائرة الأردنية ايرباص 320 على متنها مساعدات طبية وغذائية.

### الأوسمة
بعض من الأوسمة التي تقلدها:
- وسام الكوكب الأردني من الدرجة الأولى.
- وسام الاستقلال الأردني من الدرجة الأولى.
- وسام الاستحقاق العسكري من الدرجة الأولى.
- وسام النهضة من الدرجة الثانية.

- له عدد من الأبحاث والمقالات الطبية، وقد قام بتمثيل الأردن على الصعيد الطبي والحكومي في العديد من المؤتمرات والندوات داخل الأردن خارجه.
- في كانون الثاني 2013 تم تكريم الدكتور السحيمات من قبل الجمعية الدولية لأمراض الكلى حيث كان أول عربي وشرق أوسطي يحصل على جائزة الريادة لمنطقة الشرق الأوسط.
- عمل طبيباً مرافقاً الملك الحسين بن طلال، وسمو الأمير الحسن، وسمو الأمير محمد.

## وفاته
أعلنت وفاته يوم 21 تموز 2014. الموافق للثالث والعشرين من شهر رمضان المبارك.